# Longchengpterus
Longchengpterus is een geslacht van uitgestorven pterosauriërs, behorend tot de groep van de Pterodactyloidea, dat tijdens het Vroeg-Krijt leefde in het gebied van het huidige China. De enige benoemde soort is Longchengpterus zhaoi.

## Vondst en naamgeving
De typesoort Longchengpterus zhaoi is in 2006 beschreven door Wang Li, Li Li, Duan Ye en Cheng Shao-li. De geslachtsnaam is afgeleid van Loncheng, de oude naam van de stad Chaoyang en van een gelatiniseerd Klassiek Grieks pteron, 'vleugel'. De soortaanduiding eert Zhao Dayu, de voorzitter van de Universiteit van Shenyang, die een van de medeoprichters is van het Western Liaoning Institute of Mesozoic Paleontology.
Het fossiel, holotype LPM 00023, is gevonden bij het dorp Yuanjiawa, nabij het stadje Dapingfang in de opper-Jiufotangformatie van de Jehol-groep. Het bestaat uit een vrij compleet skelet met gedeeltelijke schedel op een enkele plaat. Het fossiel is erg platgedrukt en de beenderen liggen slechts gedeeltelijk in verband; ze zijn door het water op een hoopje gespoeld.
In 2008 meende Lü Junchang dat Longchengpterus zhaoi een jonger synoniem is van Nurhachius uit dezelfde formatie. Dat werd bestreden door Mark Paul Witton wegens een afwijkend aantal tanden maar bevestigd door latere Chinese onderzoekers die de aantallen individueel variabel achtten.

## Beschrijving
Longchengpterus had een vleugelspanwijdte van ongeveer twee meter.
De schedel, die achteraan nogal is beschadigd, is langgerekt (262 mm) en bovenop plat zonder kam; de fenestra nasoantorbitalis, de grote schedelopening, is driehoekig en beslaat een groot deel van de snuit. De achterkant moet vrij hoog geweest zijn en de bovenkant liep iets hol naar beneden waarbij de spitse snuit wat omhoog boog. De tanden staan ver uit elkaar, zijn geconcentreerd in het begin van de snuit en hun aantal in de bovenkaken is onduidelijk. De onderkaken, 220 millimeter lang, zijn goed bewaard gebleven en van bovenaf zichtbaar. Hun symfyse, samengroeiing vooraan, is erg kort. In het rechterdentarium staan twaalf tanden. Alle tanden zijn stevig gebouwd, gelijk in grootte, smal en scherp en staan iets naar binnen en achteren gebogen. In doorsnede zijn ze ovaal, smaller van binnen naar buiten en verlengd in de lengterichting van de kaak.
Er zijn vier halswervels bewaard gebleven, waaronder een axis en verder de derde tot en met vijfde. Het opperarmbeen, 88 millimeter lang, is goed geconserveerd; het heeft een lage crista deltopectoralis voor de aanhechting van de borstspieren en geen foramen pneumaticum ofwel toegangspunt voor de luchtzakken in het holle bot. Het spaakbeen is iets langer dan de ellepijp (148 tegenover 147 millimeter) en is nog niet half zo dik (6,6 tegenover 14 millimeter). Het vierde middenhandsbeen is iets langer dan het eerste kootje van de vleugelvinger. Drie kootjes zijn bewaard met een aflopende grootte van 196, 154 en 119 millimeter.
Het bekken is zwaar beschadigd en ook de achterpoten ontbreken grotendeels; het dijbeen had een lengte van 91 millimeter.

## Fylogenie
Longchengpterus is toegewezen aan de Istiodactylidae wegens de tandvorm, de hoeveelheid tanden in de onderkaak en de grote schedelopening gecombineerd met de algehele schedelvorm. Een verschil met de Engelse vorm Istiodactylus is het ontbreken van een brede snuit. Lonchengopterus was de tweede istiodactylide die benoemd werd en dus de eerste uit China. De soort vormt voor dat gebied het bewijs van een grote variatie aan pterosauriërs in het Onder-Krijt.

## Levenswijze
De levenswijze van de Istiodactylidae is nog raadselachtig: de platte tanden zouden een aanpassing kunnen zijn aan het verscheuren van vlees in plaats van het vasthouden van een glibberige prooi waartoe de meer gebruikelijke kegelvormige tanden van andere pterosauriër dienden. In welke context dat scheuren dan plaatsvond, is onduidelijk; misschien waren het aaseters of vielen ze grotere prooien aan.